# Aerolíneas Federales
Aerolíneas Federales fue un grupo musical español formado en Vigo en la década de 1980.

## Historia
El grupo se formó en Vigo por Miguel Costas (New Border), Juan Dotras (Federico Flechini) y Silvino Díaz Carreras (Bollito Singermam) en diciembre de 1981. En sus inicios trabajaban con guitarra, bajo y caja de ritmos; sus primeras actuaciones las hicieron en un pub mítico de Vigo llamado 'El Satchmo', local que los tres frecuentaban en aquella época y en donde ensayaron por primera vez, que abandonó la programación de música jazz para reconvertirse en los ochenta en uno de los primeros locales de la movida viguesa.
El nombre del grupo fue sacado del título de una de las primeras canciones que compusieron que se llamaba Aerolíneas Federales y que nunca llegaron a grabar. Sobre esto dijo uno de sus miembros: "¿Cómo surgió lo del nombre? Pues podría contar alguna historia fantástica beatleniana como que se nos apareció un ángel llamado San Mahou y nos dijo ¡A partir de hoy os llamaréis Aerolíneas Federales! pero lamentablemente no fue así, sencillamente hicimos una lista de nombres y ninguno nos gustaba, hecho lo cual recurrimos a la lista de canciones por si entre los títulos había alguno aprovechable, y bueno, teníamos una canción que se llamaba Aerolíneas Federales que fue el nombre que finalmente quedó aunque esto a Flechi no le hizo ni puñetera gracia porque él tenía un rollo siniestro tipo Joy Division y prefería un nombre más after punk...." S.D. 
A partir de 1983 se incorpora al grupo un baterista llamado Luis Santamarina (Dona Sangre). S.D. en su página web lo relata así: "...Recuerdo un macrofestival donde actuábamos en el campo del Turista en Cabral y hubo algunas movidas entre el público y algún grupo, entonces apareció el guitarra de Batallón Disciplinario y nos dijo “si hay hostias aquí me tenéis” aunque luego la sangre no llegó al río y nos hicimos amigos. Fue en este momento cuando Flechi quiso abandonar la caja de ritmos y ponerse al micrófono, esto nos obligó a buscar un batería y replantearnos la formación, hablamos con Luis que tocaba como ya dije antes con Batallón Disciplinario, empezó a ensayar con nosotros con su camiseta de pinchos y el pelo de punta, ¡joder! Miguel y yo flipábamos cuando lo veíamos caminando por la calle, era nuestro Billy Idol del Calvario..." De esta forma Flechi pasa a ser cantante de la banda. Sobre como conoció a Flechi lo cuenta S.D.: "...A Flechi lo conocí en 1973, acababa de empezar el curso en el cole de los jesuitas, y con él ya empezado apareció por la puerta del aula un tipo delgaducho, repeinado oliendo a colonia que se incorporaba a mi clase de 4 °C, por apellido le tocaba justo en el pupitre detrás del mío, yo soy Díaz y él era Dotras. No recuerdo ninguna especial relación con él en esa época aparte de la lógica de compañeros de aula, siempre lo recuerdo como un chico introvertido, tímido y ninguna inclinación hacia la música, aunque por otra parte era normal en este colegio, todo lo que no fuera fútbol simplemente no existía, actividad ésta en la que ni Flechi ni yo destacábamos, por eso le tenía cierta simpatía..." S.D. 
En ese mismo año ganan el II Concurso de Rock de La Coruña y tiempo después se suman al grupo Coral Alonso y Rosa Costas como coristas. Flechi abandona más tarde la banda al no encontrarse a gusto con el nuevo estilo y acabaría formando el grupo Las Termitas. Flechi murió de un infarto en Londres en 2002.
La siguiente formación de la banda estaba compuesta por Miguel Costas, Silvino Díaz, Luis Santamarina, Coral Alonso y Rosa Costas, realizando canciones con guitarras potentes y letras, en algunos casos, surrealistas. En el invierno de 1985-1986 grabaron para DRO en los estudios Doubletronics el primero de los cinco discos que dieron soporte físico a su música, Aerolíneas federales, producido por Enrique Martínez y del cual se vendieron 25.000 copias. A partir de ahí Aerolíneas Federales publica Hop hop (1987), Tomando tierra (1988), Échame sifón (1989) y Una o ninguna (1991). 
Además de su discografía oficial su música se encuentra presente en varios discos recopilatorios de música de la década de 1980 como El Jueves Versión Imposible (DRO, 2002), Xabarín A cantar con Xabarín (5 CD, TVG, 1995), Donde estabas tú en 1986 (Warner), 1993, etc.
Después del disco Échame sifón (1989), Coral hubo de abandonar el grupo por desavenencias y fue sustituida por Silvia García (conocida como Silvia Superstar). Miguel Costas había dejado de actuar en directo al ser incompatible su trabajo en Siniestro Total y se fueron incorporando otros músicos, varios bajistas y teclistas entre ellos Pablo Novoa, Pedro Díaz, Miguel Rodríguez, Raúl Quintillán, Paco Dicenta, etc. El grupo desapareció definitivamente a mediados de los años 1990, después de unas exitosas colaboraciones en el programa de televisión Xabarín Club de TVG, primero bajo su nombre original y después con el sobrenombre de As Incribles Páncreas. Las canciones de Xabarín Club fueron escogidas por el propio grupo de una maqueta que contenían las canciones de lo que iba a ser el sexto disco y que jamás llegaría a publicarse.
En mayo de 2011 se volvieron a reunir para tocar en Lima y Barcelona. Esta reunión fue motivada por el músico peruano Leonardo del Castillo (más conocido como Leo Bacteria), que fue quien insistió al grupo vigués para que volviesen a tocar y  consiguió llevarlos a Lima. También, Leo Bacteria fue el encargado de llevar a cabo el álbum tributo a Aerolíneas Federales "Alegra la Cara", interpretado por bandas de América Latina y España.
En 2012 publicaron el disco Hasta El Final Y Más Allá... Demos 1983-1993 bajo el sello Elefant Records. El recopilatorio estaba dedicado a Leo Bacteria y a Flechy (ambos fallecidos). Lo presentaron el mismo en Madrid, Vigo y Santiago, además de participar en varios festivales.
En 2015 editan su nuevo trabajo @AAFF#715, que incluye ocho canciones y se edita en formato vinilo y en CD.
El grupo se despide en 2016 con el doble álbum + DVD en directo "No todo es lo que parece" (Lemuria Música, 2016)

## Discografía
| Año  | Título                      | Discográfica    |
| ---- | --------------------------- | --------------- |
| 1986 | Aerolíneas Federales        | DRO             |
| 1987 | Hop hop                     | DRO             |
| 1988 | Tomando tierra              | DRO             |
| 1989 | Échame sifón                | DRO             |
| 1991 | Una o ninguna               | RCA             |
| 1991 | A cantar con Xabarín        | TVG             |
| 2012 | Hasta el final...y más allá | Elefant Records |
| 2015 | @AAFF#715                   | Lemuria Music   |
| 2016 | No todo es lo que parece    | Lemuria Music   |